# Bajoplato

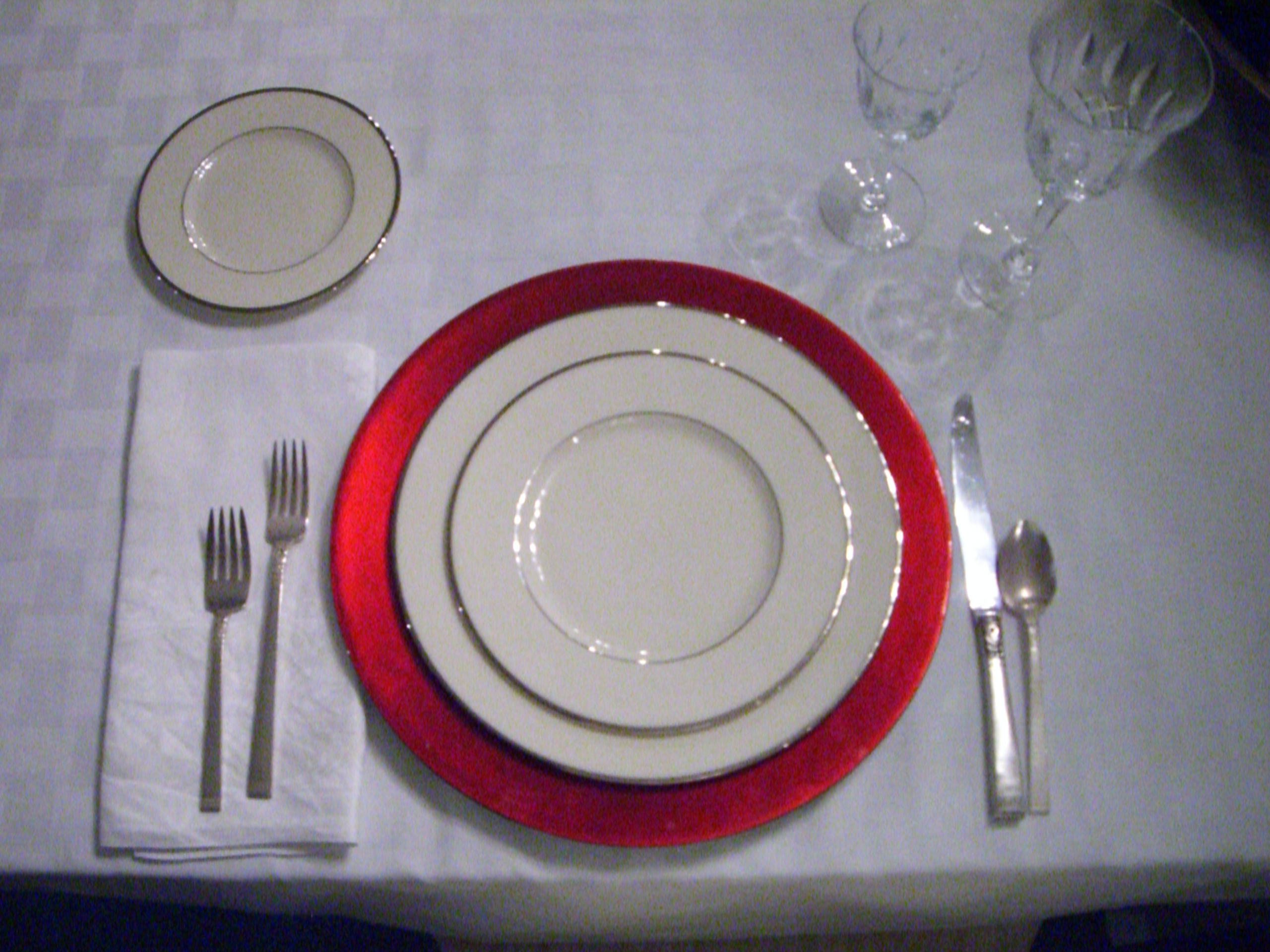
Bajoplato rojo

El bajoplato es una pieza del servicio de mesa que se coloca debajo de la vajilla que se utiliza durante la comida. 

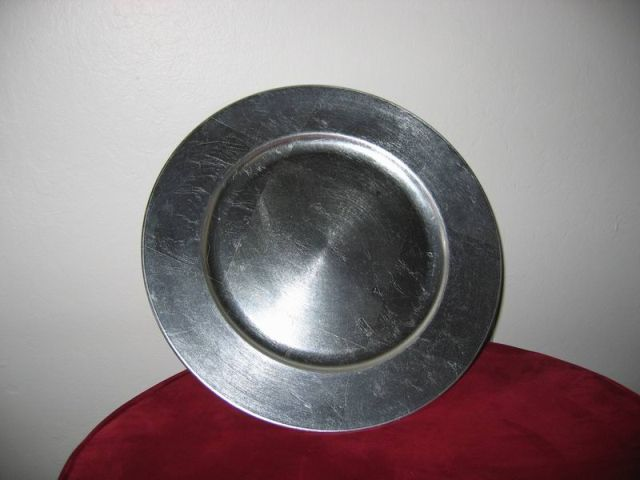
Bajoplato metálico

Los bajoplatos son piezas ornamentales que se colocan en la mesa, por lo general, en ocasiones especiales aunque se pueden utilizar a diario. Suelen ser redondos y de un diámetro superior a los platos llanos de modo que su contorno destaque por encima de estos. La función de los bajoplatos además de decorativa es la de preservar el mantel de posibles manchas al apoyar los cubiertos. 
Pueden encontrarse bajoplatos de diversos materiales como metal, cristal o loza y de otros originales como madera o fibras vegetales. Las piezas de metal en tonos plateados (en plata o alpaca) o dorados se consideran los más adecuados para dar a la mesa un toque de distinción en situaciones especiales como cenas de Navidad u otras comidas formales.[cita requerida] La correcta combinación de los bajoplatos con la cubertería y el contraste con la vajilla se consideran un elemento decorativo de primer orden a la hora de disponer la mesa.